# Muge (pel·lícula)
Muge (무게, comercialitzada internacionalment com The Weight ) és una pel·lícula de Corea del Sud del 2012 sobre un funerari geperut i la seva germanastra transgènere.
Va fer la seva estrena mundial als Dies de Venècia de la 69a Mostra Internacional de Cinema de Venècia, on va guanyar el Premi Lleó Queer 2012, un premi a la "millor pel·lícula amb un tema de cultura homosexual i queer." És la primera pel·lícula coreana que ha guanyat el premi. També va guanyar un premi especial als Fantasporto Orient Express Awards 2013. Jeon Kyu-hwan va ser guardonat com a millor director al 16è Festival de Cinema Nits Negres de Tallinn, i el Paó de Plata al millor director al Festival Internacional de Cinema de l'Índia. Cho Jae-hyun va guanyar el premi al millor actor al FanTasia de 2013.
La majoria de les pel·lícules anteriors del director Jeon Kyu-hwan, incloses les exhibides a la Berlinale, Varanasi i Dance Town, s'han ocupat de la part inferior de la societat. Muge és el seu cinquè llargmetratge.

## Argument
Jung és el funerari de la morgue que ha de dependre molt de la medicina per a la seva tuberculosi i artritis greus. Malgrat la seva malaltia, netejar i vestir els difunts és una feina noble i fins i tot bella per a ell. Jung és l'última persona viva que en silenci té cura dels morts. Així doncs, per a ell, la seva vida a la morgue és alhora una realitat i una fantasia mentre que els cadàvers són els seus models i amics dels seus quadres, el seu únic plaer de viure.
Nascut amb cifosi i abandonat en un orfenat, Jung va ser adoptat per una dona que el va amagar a l'àtic només per utilitzar-lo com un nen esclau per a la seva botiga de vestits. El propi fill de la dona, Dong-bae, és més jove que Jung; sempre ha volgut convertir-se en dona, detestant el seu propi cos masculí. Mentre Jung sent afecte i simpatia per la seva germanastra petita, se sent carregat per les lluites de Dong-bae. Sota el pes de la vida i la mort que porten els cadàvers als quals s'enfronta cada dia juntament amb la seva relació d'amor-odi amb Dong-bae, Jung suporta el dolor i la set que sent com un camell travessant un desert desolat en silenci. Llavors prepara en silenci el seu més gran, el seu darrer regal per a la seva germana.

## Repartiment
- Cho Jae-hyun com el Sr. Jung / Han Hae-woon
- Park Ji-a com a Dong-bae
- Lee Jun-hyeok com a home amb un casc de moto
- Ra Mi-ran
- Ahn Ji-hye
- Oh Seong Tae
- Kim Sung-min (actor)
- Yoon Dong-hwan (cameo)
- Darcy Paquet com a ministre (aparença)
- Kim Young-hoon